# 1966 في لبنان
فيما يلي قوائم الأحداث التي وقعت خلال عام 1966 في لبنان.